# TV total Quizboxen
TV total Quizboxen war eine Show, die im Rahmen von TV total am 18. Oktober 2012 erstmals ausgestrahlt wurde. Die Sendung war eine Mischung aus Sport (Boxen) und Quiz. Moderiert wurde die gesamte Show von Stefan Raab. Am Boxring saßen fünf Wertungsrichter, ein Ringrichter leitete die Boxrunden. Kommentator war Frank Buschmann.

## Konzept
Es wurden zehn Runden gespielt, die jeweils zwei Minuten dauerten. Boxen und Quiz wechselten sich ab. Beim Boxen wurde nach Amateurregeln geboxt und es wurden Punkte in Form von Treffern gesammelt. Gezählt wurden frontal geboxte Kopf- und Körpertreffer, wenn mindestens drei der fünf Wertungsrichter denselben Treffer registrierten. Bei einer Verwarnung durch den Ringrichter bekam der Gegner einen Punkt. Wer bis zum Ende der Runde mehr Treffer sammeln konnte, gewann diese. Ein Kandidat konnte jederzeit K. o. gehen, dann hätte der Gegner das Duell sofort gewonnen. Im Quiz, bei dem gebuzzert wurde, gab es für jede richtige Antwort einen Punkt, bei einer falschen Antwort erhielt der Gegner den Punkt. Der Kandidat mit den meisten Punkten am Ende der Runde gewann diese. Auch im Quiz gab es einen K. o.: Sofern einer der Kandidaten während einer Quizrunde keinen Punkt holte, wurde ihm eine K.-o.-Frage gestellt, die er beantworten musste. Antwortete er zu spät oder falsch, hätte auch hier der Gegner das Duell sofort gewonnen. Herrschte in einer Runde am Ende Punktgleichstand, wurde die Runde geteilt. Am Ende gewann der Kandidat das Duell, der die meisten Runden gewonnen hatte; falls dort Gleichstand herrschte, gewann der Kandidat mit der höchsten Gesamtpunktzahl. Da ein Duell immer mit einem K. o. beendet werden konnte, hatte ein Kandidat nicht automatisch gewonnen, wenn er nach Anzahl der Runden bereits nicht mehr eingeholt werden konnte, d. h. ein Duell ging ohne K. o. immer über die volle Distanz.
Pro Sendung fanden drei Kämpfe statt, je einer im Leicht-, Mittel- und Schwergewicht. Der Gewinner eines Duells erhielt 25.000 € und trat als Titelverteidiger der von Raab gegründeten „World Quizboxing Association“ (WQBA) in der nächsten Sendung in der gleichen Gewichtsklasse erneut an. Gewann ein Kandidat viermal hintereinander (Gewinnsumme: 100.000 €), wurde er Superchamp und konnte mit einem fünften Sieg zusätzliche 100.000 € gewinnen. Die zweite Ausgabe von TV total Quizboxen fand am 29. November 2012 statt, dabei gewannen alle drei Gewinner der ersten Sendung erneut und verteidigten so ihre Titel.

## Übersicht der einzelnen Ausgaben
| Folge | Datum         | Leichtgewicht                             | Leichtgewicht                             | Leichtgewicht        | Leichtgewicht | Mittelgewicht                                  | Mittelgewicht                     | Mittelgewicht             | Mittelgewicht | Schwergewicht                             | Schwergewicht                             | Schwergewicht             | Schwergewicht |
| Folge | Datum         | Kandidat                                  | Kandidat                                  | Ergebnis             | Ergebnis      | Kandidat                                       | Kandidat                          | Ergebnis                  | Ergebnis      | Kandidat                                  | Kandidat                                  | Ergebnis                  | Ergebnis      |
| Folge | Datum         | Blau                                      | Rot                                       | Runden               | Punkte        | Blau                                           | Rot                               | Runden                    | Punkte        | Blau                                      | Rot                                       | Runden                    | Punkte        |
| ----- | ------------- | ----------------------------------------- | ----------------------------------------- | -------------------- | ------------- | ---------------------------------------------- | --------------------------------- | ------------------------- | ------------- | ----------------------------------------- | ----------------------------------------- | ------------------------- | ------------- |
| 1     | 18. Okt. 2012 | Christoph Teege (31, Schnell-Lesetrainer) | Ole Müggenburg (42, PR-Berater)           | 3:0 K. o. in Runde 3 | 15:5          | Murat Demir (38, Personal Trainer)             | Thomas Logemann (34, Arzt)        | 4,5:5,5                   | 31:39         | Sascha Schmitz (33, Werbekaufmann)        | Helge Georg (37, Polizeibeamter)          | 3:7                       | 39:56         |
| 2     | 29. Nov. 2012 | Sven Bohlen (40, Tauchgeräte-Mechaniker)  | Christoph Teege (31, Schnell-Lesetrainer) | 2:8                  | 21:56         | David Waschkowitz (31, Werkzeugmechaniker)     | Thomas Logemann (34, Arzt)        | 1:4 K. o. in Runde 5      | 10:52         | Matthias Pawlicki (43, Polizeibeamter)    | Helge Georg (37, Polizeibeamter)          | 0:6 Quiz-K.-o. in Runde 6 | 8:44          |
| 3     | 5. Feb. 2013  | Jens Schlei (23, BWL-Student)             | Christoph Teege (31, Schnell-Lesetrainer) | 5:5                  | 41:44         | Björn Sydow (28, Lehramtsstudent)              | Thomas Logemann (34, Arzt)        | 5,5:4,5                   | 44:44         | Markus Troschke (31, Masseur)             | Helge Georg (37, Polizeibeamter)          | 4:6                       | 48:45         |
| 4     | 15. März 2013 | Daniel Greindl (30, Tätowierer)           | Christoph Teege (31, Schnell-Lesetrainer) | 2,5:7,5              | 28:53         | Muris Horstmann (27, Personal Fitness Trainer) | Björn Sydow (28, Lehramtsstudent) | 5:3 Quiz-K.-o. in Runde 8 | 24:15         | David Kawurek (28, Wirtschafts-Ingenieur) | Helge Georg (37, Polizeibeamter)          | 2,5:4,5 K. o. in Runde 7  | 28:27         |
| 5     | 31. Mai 2013  | André Rehbein (24, Immobilienmakler)      | Christoph Teege (31, Schnell-Lesetrainer) | 2:8                  | 32:52         | Immanuel Knauer (30, Schweißer)                | Björn Sydow (28, Lehramtsstudent) | 1:0 K. o. in Runde 1      | 1:0           | Lamin Kargbo (31, Sportstudent)           | David Kawurew (28, Wirtschafts-Ingenieur) | 5:5                       | 53:67         |

## Einschaltquoten
| Ausgabe | Datum             | Zuschauer | Zuschauer       | Marktanteil | Marktanteil     |
| Ausgabe | Datum             | Gesamt    | 14 bis 49 Jahre | Gesamt      | 14 bis 49 Jahre |
| ------- | ----------------- | --------- | --------------- | ----------- | --------------- |
| 1       | 18. Oktober 2012  | 1,73 Mio. | 1,32 Mio.       | 11,7 %      | 19,6 %          |
| 2       | 29. November 2012 | 1,11 Mio. | 0,83 Mio.       | 8,8 %       | 15,0 %          |
| 3       | 5. Februar 2013   | 0,87 Mio. | 0,74 Mio.       | 5,0 %       | 11,1 %          |
| 4       | 15. März 2013     | 0,85 Mio. | 0,61 Mio.       | 4,0 %       | 7,1 %           |
| 5       | 31. Mai 2013      | 0,83 Mio. | -               | -           | 9,2 %           |